# Megalocnus
Megalocnus is een geslacht van uitgestorven grondluiaards behorend tot de familie Megalocnidae die tijdens het Pleistoceen en Holoceen op de Grote Antillen leefde.

## Fossiele vondsten
De typesoort Megalocnus rodens leefde op Cuba, waar het een algemene soort was. 
De jongste fossielen van Megalocnus hebben een ouderdom van circa 4700 jaar. Dit betekent dat Megalocnus samenleefde met de eerste inwoners van de Grote Antillen. Vermoed wordt dat bejaging een rol speelde in het uitsterven van Megalocnus en de andere Antilliaanse grondluiaards.

## Kenmerken
Megalocnus was de grootste van de Antilliaanse luiaards. et lichaamsgewicht wordt geschat op 200 tot 270 kg, waarmee Megalocnus het formaat van een Amerikaanse zwarte beer had. Het dier leefde hoofdzakelijk op de grond. Net als de andere luiaards was Megalocnus een folivoor.